# Helcostizus subrectus
Helcostizus subrectus är en stekelart som beskrevs av Henry Keith Townes, Jr. 1962. Helcostizus subrectus ingår i släktet Helcostizus och familjen brokparasitsteklar. Inga underarter finns listade i Catalogue of Life.